# Hirivate, Belur
Hirivate là một làng thuộc tehsil Belur, huyện Hassan, bang Karnataka, Ấn Độ.